# Палій Михайло (підполковник)
Михайло Палій (? — ?) — підполковник Армії УНР.

## Життєпис
Останнє звання у російській армії — капітан. У 1916—1917 перебував у таборах військовополонених в Австро-Угорщині.
З лютого 1918 — командир сотні у 1-му козацько-стрілецькому (Сірожупанному) полку.
У вересні 1918 — звільнений з 1-ї козацько-стрілецької (Сірожупанної) дивізії за протигетьманську пропаганду.
Служив у залізничній охороні Конотопсько-Бахмацького району. З 15 листопада 1918 — начальник постачання штабу військ  Директорії.
З 17 листопада 1918 — начальник Сірожупанної дивізії військ Директорії.
З 19 листопада 1918 — командувач повстанських військ на Чернігівщині. З 17 січня 1919 — знову начальник Сірожупанної дивізії Дієвої армії УНР.
12 березня 1919 усунутий з посади командира дивізії через звинувачення у бездіяльності під час боїв за Бердичів.
19 березня 1919 р. — зарахований до резерву армії до кінця розслідування справи залишення Бердичева і Житомира.
У квітні 1919 — помічник начальника 18-ї Дієвої дивізії Дієвої армії УНР.
Заарештований 7 травня 1919 у справі повстання отамана Володимира Оскілка.
У 1920—1921 у ранзі підполковника приділений до штабу  2-ї Волинської дивізії Армії УНР.
Подальша доля невідома.